# جورج دوسوش
جورج دوسوش (بالفرنسية: Georges Doussot)‏ (16 أكتوبر 1901 – القرن الـ20) هو ملاكم فرنسي راحل، مثّل بلاده في الألعاب الأولمبية الصيفية 1924.

## روابط خارجية
جورج دوسوش على موقع أوليمبيديا (الإنجليزية)